# Rutgers-Gletscher
Der Rutgers-Gletscher ist ein steiler Gletscher im ostantarktischen Viktorialand. In der Royal Society Range fließt er in südwestlicher Richtung vom Johns Hopkins Ridge und Mount Rucker zum Skelton-Gletscher. 
Kartografisch erfasst wurde er durch das United States Geological Survey und mit Hilfe von Luftaufnahmen der United States Navy. Das Advisory Committee on Antarctic Names benannte ihn 1963 nach der Rutgers University in New Brunswick, New Jersey, von der zahlreiche Forscher für Arbeiten in Antarktika entsandt worden waren.